# ثوران هاتيبي
ثوران هاتيبي ويشار إليه أحيانًا باسم ثوران تابو، كان أحدث ثوران بركاني كبير لكالديرا وبحيرة تابو حدث في سنة 180 ميلادية، هو أكبر ثوران في نيوزلاندا خلال الـ 20,000 سنة الماضية، قذف الثوران نحو 120 كم³ (29 ميل مكعب) وهو ثوران VEI 7 على مؤشر التفجر البركاني منها 30 كم قُذفت إلى الفضاء خلال بضع دقائق، وهذا يجعله واحدًا من الثورات الأكثر عنفًا خلال الـ 5000 سنة الماضية، بالمقارنة بثوران مينون في الألفية الثانية قبل الميلاد وثوران جبل بايكتو في حوالي العام 946 ميلادية وثوران تامبورا في عام 1815، الرماد البركاني حول سماء روما والصين إلى اللون الأحمر.